# Дибенкорн, Ричард
Ричард Дибенкорн (англ. Richard Diebenkorn; 22 апреля 1922 года, Портленд, Орегон — 30 марта 1993 года Беркли, Калифорния) — американский художник-абстракционист, представитель второго поколения абстрактного экспрессионизма.

## Жизнь и творчество
Ричард Дибенкорн вырос в Сан-Франциско. В 1940 году поступил в Стэнфордский университет. Участвовал во Второй мировой войне, служил во флоте. В 1946 году возвращается в Сан-Франциско, учится там в Калифорнийской школе изящных искусств, и с 1947 года начинает в этой школе собственную преподавательскую деятельность. В этот период творчество Р.Дибенкорна показывает значительное влияние на него работ Клиффорда Стилла и Марка Ротко, в конце 1940-х годов также преподававших в Калифорнийской школе.
В 1950—1951 годах Р.Дибенкорн продолжает учёбу в университете города Альбукерке, штат Нью-Мексико. Здесь его художественный стиль несколько меняется, краски становятся более сочными и текучими, а нюансы картин — светлее. Именно в Альбукерке художник начинает заниматься пейзажной живописью, увлёкшей его на долгие годы. В первой половине 50-х годов он создаёт несколько серий пейзажей — Альбукерке, Урбана, Беркли. Позднее Р.Дибенкорн признавался: «По темпераменту я, возможно, всегда был пейзажистом, однако постоянно боролся против этого.». В своей лирической склонности к изображению природы и ландшафта мастер близок к другим художникам второго поколения абстрактного экспрессионизма, таким, как Элен Франкенталер и Джоан Митчелл.
Большое влияние на создание Дибенкорном своих пейзажных серий, в особенности «Урбана», оказали два события: посещение им ретроспективы работ Анри Матисса в Лос-Анджелесе в 1952 году и впечатления, полученные им при воздушном полёте 1951 года из Альбукерке в Сан-Франциско. В 1986 году художник рассказывал Джеральду Нордленду: «Взгляд с высоты показал мне множество возможностей, как можно работать с плоской поверхностью — как обрабатывать раздавшееся поле ила или краски. Формы, которые существуют в неглубокой пространственной глубине, открывают художнику широкий спектр возможностей».
В период с 1955 и по 1967 года художник занимается фигуративной живописью, и возвращается к абстракционизму только в конце 1960-х, создав в жанре «абстрактного пейзажа» свою самую известную и наиболее многочисленную серию картин Океан-Парк.